# يانغ تشن
يانغ تشن (بالصينية: 杨晨) (1 نوفمبر 1991 بنانجينغ في الصين - ) هو لاعب كرة قدم صيني في مركز الوسط.

## وصلات خارجية
- يانغ تشن على موقع قاعدة بيانات كرة القدم.إي يو (الإنجليزية)
- يانغ تشن على موقع Soccerway.com (الإنجليزية)